# Hawr

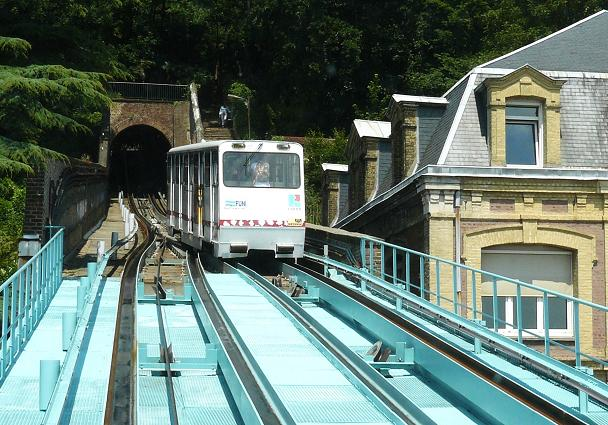
Kolej linowo-terenowa w Hawrze (funiculaire)

Hawr (fr. Le Havre, wymowaⓘ) – miasto i gmina we Francji, w regionie Normandia, w departamencie Sekwana Nadmorska.
Według danych na rok 2009 gminę zamieszkiwały 179 783 osoby, a gęstość zaludnienia wynosiła 3830 osób/km² (wśród 1421 gmin Górnej Normandii Hawr plasuje się na 1. miejscu pod względem liczby ludności, natomiast pod względem powierzchni na miejscu 2.).
Hawr ma charakter miasta przemysłowego. Znajduje się tam największy port we Francji (5. co do wielkości w Europie), a także jedna z kilku największych francuskich rafinerii – Raffinerie de Normandie (Total – Elf). W 1984 utworzono uniwersytet o charakterze międzynarodowym, gdzie naukę pobierają studenci z całego świata. Ich liczba wynosi około 7000.

## Historia
7 lutego 1517 Franciszek I, król Francji, nakazał stworzenie „ufortyfikowanego portu” u ujścia Sekwany, do którego mogłyby zawijać okręty wypływające na ocean.

## Architektura i rekonstrukcja
Ze względu na znaczne zniszczenia podczas drugiej wojny światowej w mieście w zasadzie nie ma żadnych zabytków sprzed tego konfliktu (poza katedrą Notre-Dame przy rue de Paris). Zabudowa powojenna jest natomiast modelowym przykładem modernistycznego miasta, wzniesionego od podstaw po prawie całkowitych zniszczeniach. Miasto zostało zbudowane niemalże na nowo w latach 1946–1954, przede wszystkim dzięki wizji Auguste’a Perreta, francuskiego architekta zwanego ojcem żelbetu. Centrum Hawru (nazywane centre-ville reconstruit), jako przykład rekonstrukcji powojennej, zostało wpisane na listę światowego dziedzictwa UNESCO w 2005 (z podobnych względów na listę tę wcześniej trafiła warszawska starówka). Najciekawsze obiekty (oprócz samego układu urbanistycznego) to kościół Saint-Joseph, ratusz i hala targowa. Ponadto w latach późniejszych zespół modernistycznej architektury miasta został uzupełniony o tzw. Wulkan (1961) – dzieło Oscara Niemeyera (znajdują się tam m.in. kina, teatr i inne instytucje kultury) oraz modernistyczny kościół św. Michała (1965) autorstwa Henriego Colboca.

## Hawr w kulturze
Miasto ma pozycję dużego ośrodka kulturalnego w znaczeniu regionalnym. Szczególnie często stanowi tło dla filmów kinowych, nakręcono tam m.in.:
- 38 świadków (38 témoins) (2012) – reż. Lucas Belvaux
- Człowiek z Hawru (Le Havre) (2011) – reż. Aki Kaurismäki
- Czarodziejka (La Fée) (2011) – reż. Dominique Abel, Bruno Romy, Fiona Gordon
- Piękny kolec (Belle épine) (2010) – reż. Rebecca Zlotowski
- Tournée (2010) – reż. Mathieu Amalric

## Atrakcje turystyczne
- Palais Bénédictine w Fécamp – produkcja jednego z lepszych likierów we Francji oraz muzeum.
- Pont de Normandie (2,8 km długości) – jeden z najbardziej imponujących mostów w Europie. Niedaleko ujścia Sekwany.
- Étretat – kurort morski z największymi klifami północnej Francji i znanym kasynem.

## Transport
Terminal połączeń promowych z Wielką Brytanią. Obsługiwane połączenie Hawr – Portsmouth przez LD Lines. W mieście znajduje się stacja kolejowa Gare du Havre. Istnieje też miejska kolej linowo-terenowa (funiculaire) działająca w technologii VAL (véhicule automatique léger – lekki pojazd szynowy poruszający się na kołach ogumionych) – będąca elementem systemu transportu miejskiego.

## Sport
W mieście istnieje klub piłkarski Le Havre AC, założony w 1872 roku jako wielosekcyjny klub sportowy Le Havre Football-Club (najstarszy obecnie istniejący klub sportowy we Francji), w ramach którego sekcję futbolową utworzono w 1894.

## Edukacja
- École de management de Normandie

## Miasta partnerskie
- Dalian, ChRL
- Pointe-Noire, Kongo
- Petersburg, Rosja
- Southampton, Anglia
- Tampa, USA

## Znani ludzie urodzeni w Hawrze

### Politycy
- René Coty – prezydent Republiki Francuskiej 1954-1959

### Artyści
- Arthur Honegger – kompozytor szwajcarski
- Patrick Demarchelier – francuski fotograf
- Othon Friesz – malarz francuski

### Sportowcy
- Jérôme Le Banner – francuski zawodnik K1 oraz MMA